# Jonsereds kyrka
Jonsereds kyrka är en kyrkobyggnad i byn Jonsered i Partille kommun. Den tillhör Partille församling i Göteborgs stift.

## Historia
Kyrkan uppfördes 1858-1860 efter att William Gibson d.ä., grundaren av Jonsereds fabriker, 1857 hade testamenterat pengar till ett kyrkbygge. Arkitekt var Adolf Wilhelm Edelswärd och invigningen ägde rum i maj 1860. 
Till en början sköttes predikotjänsten av komministern i Partille, men eftersom kyrkan byggts av disponenten vid Jonsereds fabriker och denne åtagit sig att bekosta en präst fick disponenten även rätt att tillsätta en sådan. Denna patronatsrätt varade fram till 1922. Den 15 maj 1960 överlämnades den tidigare privata kyrkan till Partille församling. I donationsbrevet anges: "Brukas för gudstjänständamål inom Svenska kyrkan". Jonsereds kyrka är numera en distriktskyrka inom församlingen.

## Kyrkobyggnaden
Kyrkan ligger på en höjd i Jonsered och är på grund av terrängen orienterad i nord-sydlig riktning i stället för som brukligt i öst-västlig. Den är byggd i vitputsat tegel i engelskinspirerad nygotisk stil och har ett smalt torn och smalare tresidigt kor. Yttertaket är belagt med skiffer och tornspirorna är klädda med kopparplåt. 
Efter ritningar av arkitekt Yngve Rasmussen tillbyggdes kyrkans kor 1897, varvid korväggen fick ett rosettfönster och ytterligare tre fönster signerade konstnären Reinhold Callmander och långhuset försågs med valvbågar. 

## Inventarier
- Dopfunt från 1860 i snidat trä. Dopskålen, skänkt 1909 av familjen Gibson, är i nysilver.
- Korfönster från 1897 av konstnär Reinhold Callmander.
- Altartavla av konstnär Albert Eldh. Invigd tacksägelsedagen 1927.
- Predikstol av ritad av Axel Forssén. Invigd tacksägelsedagen 1927.
- Altarprydnad av silversmed Göran Boström i form av ett kors av patinerad mässing med törneslingor i förgylld koppar och Kristi sårmärken i granater. Korset skänktes till kyrkan 1960.
- Sjuarmade ljusstakar, 9 stycken, smidda av konstsmeden Johan Sangberg och anskaffade 1990-1991.
- Cembalo inköpt 1964.

### Orgel

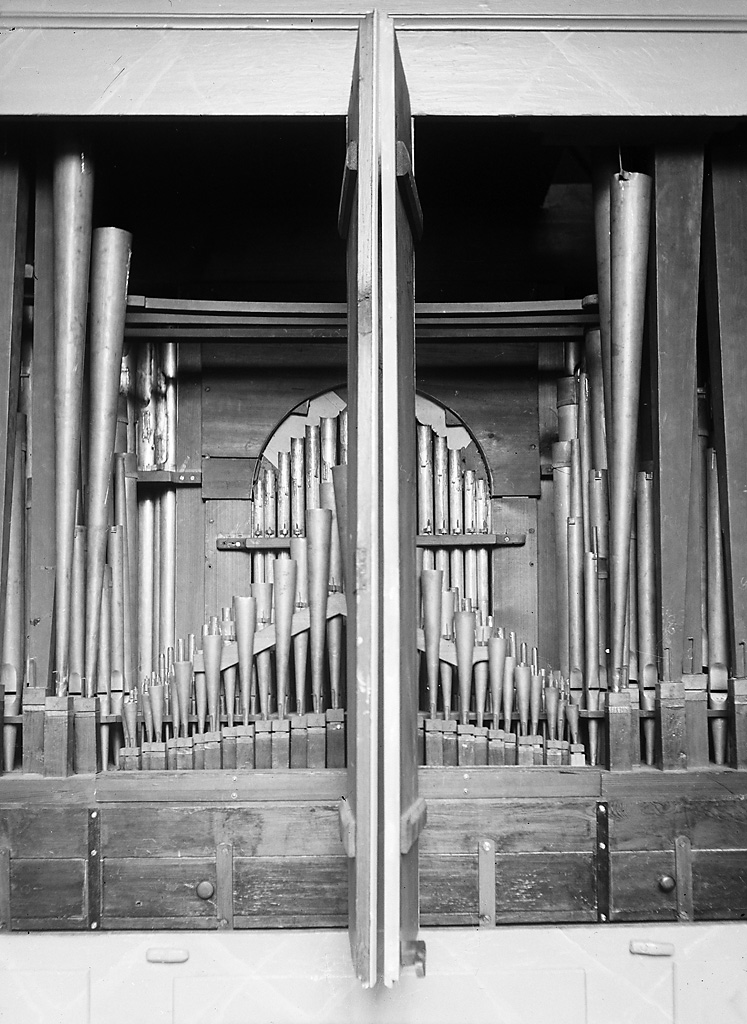
Pipor i Schiörlinorgeln.

- 1783 byggde Pehr Schiörlin ett orgelpositiv för Saint Andrew's Church, Göteborg. Kyrkan blev emellertid inte klar förrän 1837 och i avvaktan på den nya kyrkan låg Schiörlins positiv troligen nedpackat.
- 1789 såldes positivet till Örgryte församling och sattes upp i Örgryte gamla kyrka. Fasaden, som kröns av en engelsk krona, så kallad Malteserkrona, har ljudande pipor. Manualklaveret är placerat på orgelhusets södra gavel och har svarta undertangenter och bruna övertangenter. Registerandragen är placerade i en rad över manualen.

#### Ursprunglig disposition
| Manual C-f³                           | Pedal C-g° (-a°?) |
| Principal 8', D (fasad)               | bihängd           |
| Gedackt 8'                            |                   |
| Principal 4’, B/D (fasad)             |                   |
| Spetsflöjt 4'                         |                   |
| Rörflöjt 4'                           |                   |
| Qvinta 3' (eg. 2 2/3')                |                   |
| Oktava 2'                             |                   |
| Trumpet 8', B/D                       |                   |
| Vox humana (eller Vox virginea) 8', D |                   |

- 1868 utbjöd Örgryte församling orgeln till försäljning och den uppgavs innehålla nio stämmor. Disponent William Gibson vid Jonsereds fabriker köpte orgeln och den sattes upp på läktaren i Jonsereds kyrka, där den användes fram till 1927. Vid okänd tidpunkt togs Vox humana (eller Vox virginea) bort.
- 1927 fick positivet stå tyst kvar på läktaren efter att ha ersatts av ett pedalharmonium.
- 1950 renoverades instrumentet av Nils Olof Hammarberg. Klaviaturen och delar av mekaniken byttes ut. Pedalomfånget utökades till C - c¹ och den gamla bälgen byttes mot en ny. I pipverket igenlöddes stämslitsar, som 1903 hade anbragts på de öppna piporna. Orgeln stämdes i normal tonhöjd.
- 1991 renoverade orgelbyggare Herwin Troje instrumentet, varvid piporna återställdes till det skick de hade under 1700-talet.

#### Diskografi
- The Schiörlin organ in Jonsered. Intim musik IMCD 042. 1996.
- 7 organs : seven historical organs in Sweden played by Naoko Imai. CD. Musica rediviva MRCD 011. 2004.